# (37636) 1993 UQ4
1993 UQ4 (asteroide 37636) é um asteroide da cintura principal. Possui uma excentricidade de 0.19079970 e uma inclinação de 3.87076º.
Este asteroide foi descoberto no dia 20 de outubro de 1993 por Eric Walter Elst em La Silla.